# Foca (imperatore)
Foca (in greco medievale: Φωκάς, Focàs; Tracia, 547 – Costantinopoli, 5 ottobre 610) è stato un imperatore bizantino dal novembre 602 fino alla sua morte.

## Biografia

### Ascesa al potere

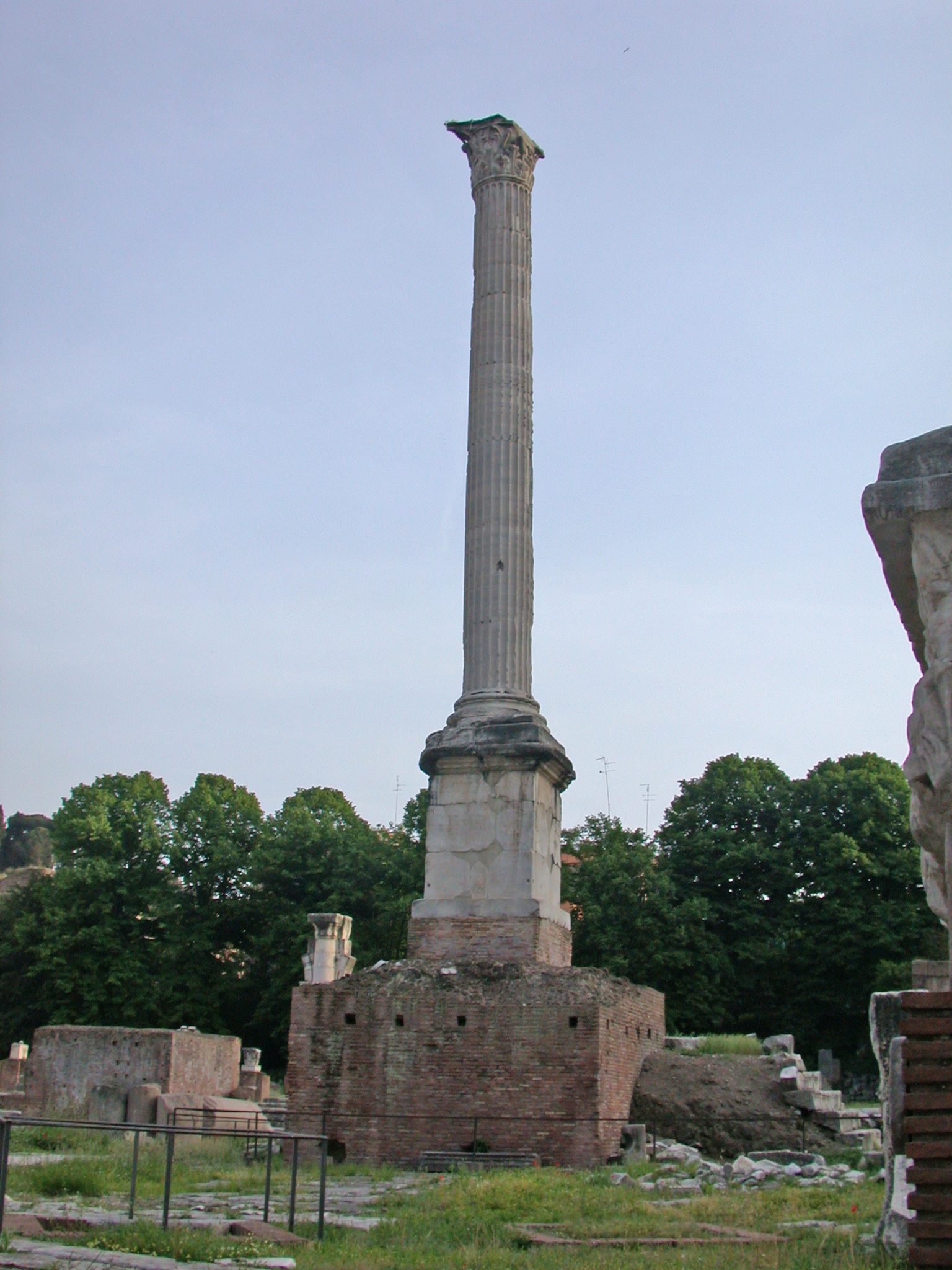
La colonna di Foca ultima struttura eretta nel Foro Romano.

Non ci sono pervenute informazioni certe sul suo luogo di nascita, ma si ritiene che fosse un trace romanizzato, ed iniziò la propria carriera come centurione dell'esercito romano. Nel 600 il re (Khaghān) degli Àvari catturò moltissimi soldati romani e ne offrì la restituzione, previo riscatto di una moneta d'oro per ogni anima. L'imperatore Maurizio rifiutò sia questa offerta sia il pagamento di un riscatto ridotto a un sesto di moneta d'oro. I prigionieri vennero uccisi e l'esercito mandò a Costantinopoli una delegazione capeggiata da Foca.

Dopo che Foca ebbe parlato, venne schiaffeggiato e maltrattato in tutti i modi alla corte dell'imperatore.
Nel 602 Foca ebbe la sua rivincita; Maurizio volle obbligare i soldati a svernare sul lato nord del Danubio per risparmiare le spese di trasferimento. L'esercito si ribellò e marciò, comandato da Foca, verso la capitale. Un mese dopo Maurizio abdicò e fuggì dalla città, mentre Foca entrò in città trionfante su un carro trainato da quattro cavalli bianchi. La fazione dei "Verdi" incoronò Foca imperatore nella Chiesa di San Giovanni Battista e l'Imperatore assistette dal suo trono ai giochi dell'Ippodromo, assegnando una precedenza ai Verdi. L'altra fazione gli ricordò però: «Ricorda che Maurizio è ancora vivo». E allora Foca mandò dei boia a Calcedone, dove si era rifugiato Maurizio in fuga con i suoi nove figli e l'Augusta Costantina, con l'ordine di giustiziare l'ex Imperatore e i suoi figli maschi.
Così oscura era la precedente condizione di Foca che, quando egli si ribellò, Maurizio non sapeva nemmeno chi fosse; ma quando scoprì che il suo rivale, così audace nella sedizione, era invece un codardo, pare che esclamasse queste parole: «Ahimé! Se è un codardo, sarà sicuramente un assassino». Infatti, Maurizio venne trucidato insieme ai suoi cinque figli maschi il 27 novembre 602, e negli otto anni di regno di Foca molti pagarono la loro opposizione o rivolta con la morte, spesso preceduta da crudeli torture. I cadaveri vennero gettati in mare mentre le teste vennero esibite in piazza. L'ex Augusta Costantina e le sue tre figlie vennero invece risparmiate in un primo momento, ma in seguito anche loro vennero giustiziate quando Foca scoprì che Costantina stava complottando contro di lui. Anche il figlio maggiore di Maurizio Teodosio morì, giustiziato da un certo Alessandro, anche se in seguito si sparse la voce che Alessandro sarebbe stato corrotto dal senatore Germano e avrebbe risparmiato la vita a Teodosio che sarebbe dunque riuscito a fuggire in Persia. Queste voci vennero poi sfruttate dallo Scià di Persia Cosroe II quando dichiarò guerra all'Impero.
Foca venne accolto favorevolmente da molti, poiché ridusse le tasse che erano state alte durante il regno di Maurizio, e incominciò una politica sociale e di assoluta fedeltà a Roma, che gli valse l'amicizia di Papa Gregorio I, che appoggiò l'usurpazione. Il pontefice aveva varato una riforma agraria che eliminava gli appaltatori e riduceva gli utili dei latifondisti proteggendo nel contempo dai soprusi i coloni ridotti in miseria e sfruttati. Questa politica agraria era anche a vantaggio dei redditi della Chiesa, proprietaria di enormi latifondi in Sicilia e in Egitto. I nuovi amministratori (rectores) erano degli ecclesiastici, che dovevano giurare onestà in chiesa e dovevano provvedere ad incassare i giusti canoni che servivano poi a mantenere ospedali, orfanotrofi e simili istituzioni delle quali lo stato non si occupava.

### Complotti interni
Nei primi anni di regno Foca dovette affrontare inoltre numerosi complotti e attentati alla sua vita per opera dei suoi nemici e a essi rispose con durezza mandando a morte i congiurati o i sospettati tali: tra i nemici più temuti di Foca vi erano il senatore Germano e l'ex Augusta Costantina; ella, convinta da Germano a complottare contro Foca e speranzosa che suo figlio Teodosio fosse ancora vivo, lasciò la sua dimora e si recò nella chiesa di Santa Sofia, dove la gente, mossa dalla pietà, si rivoltò contro l'Imperatore. La rivolta venne però sedata e Scolastico, uno dei capi della rivolta, venne giustiziato; Germano e Costantina furono più fortunati: il primo fu costretto a farsi monaco, mentre la seconda ebbe salva la vita grazie all'intercessione del patriarca Ciriaco, ma venne rinchiusa in un monastero.
Tuttavia Germano e Costantina decisero di organizzare un'ulteriore congiura ma vennero traditi da una donna, Petronia, che rivelò tutto a Foca; la repressione fu durissima: Costantina venne torturata per farle svelare i suoi piani e i nomi dei suoi complici e poi venne giustiziata insieme con Germano e le sue tre figlie a Calcedone, lo stesso luogo dove erano stati trucidati il marito e i figli maschi. Tra le altre vittime illustri di Foca che pagarono con la morte il loro tradimento si ricordano inoltre: Giorgio, governatore di Cappadocia; Romano, advocatus curiae; Teodoro, Prefectus Orientis; Giovanni, Primus e secretariis; Atanasio, il ministro delle Finanze.

### In lotta contro i Persiani sasanidi

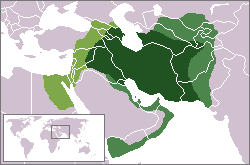
L'impero persiano nel 621.

A partire dal 603 l'Impero bizantino venne invaso dai persiani Sasanidi. L'ennesima guerra bizantino-sasanide ebbe inizio nella primavera del 603, quando Foca inviò in Persia l'ambasciatore Lilio a annunciare allo scià di Persia Cosroe II la morte di Maurizio e l'ascesa al potere del nuovo imperatore. Lilio si presentò quindi alla Corte di Persia con le teste di Maurizio e dei suoi figli. Ma quando lo scià di Persia Cosroe II, alleato di Maurizio, venne a conoscenza dell'assassinio di Maurizio, usò la morte di Maurizio come pretesto per rompere il suo accordo con l'Impero bizantino e per invaderlo in modo da rovesciare Foca (considerato un usurpatore dai Persiani) e porre sul trono bizantino un pretendente che sosteneva di essere Teodosio, il figlio di Maurizio. Tuttavia, secondo il parere di alcuni storici, non furono veramente gli atti di Foca a causare la guerra contro i Persiani: ciò sarebbe provato dal fatto che uno storico ostile a Foca (Teofane) definisce "ipocrita" Cosroe II e dal fatto che, già prima della morte di Maurizio i rapporti tra i due imperi si stavano deteriorando (viene citato come esempio la rimozione del magister militum Narsete da Dara, decisa da Maurizio per accontentare Cosroe II che non era in buoni rapporti con Narsete). Cosroe tra l'altro ricevette pure le richieste di soccorso di Narsete, generale bizantino che si era rivoltato a Foca e che per questo motivo aveva occupato Edessa, che veniva ora assediata dalle truppe imperiali per porre fine alla rivolta.
Cosroe inviò quindi delle truppe in soccorso del generale ribelle: esse sconfissero e uccisero in battaglia il generale bizantino Germano, salvando così Narsete dalla capitolazione. Narra Sebeo che fu proprio Narsete a presentare a Foca il presunto Teodosio. La risposta di Foca non si fece attendere: dopo aver firmato una tregua con gli Avari, sguarnì i Balcani di truppe inviandole contro i Persiani: tuttavia neanche questa mossa funzionò e i Bizantini subirono un'altra sconfitta ad Arxamoun; Foca, deluso per gli insuccessi del comandante bizantino Leonzio, lo rimosse dal suo incarico e lo fece trasportare a Costantinopoli in catene. Nominò comandante dell'esercito e curopalate suo fratello Domenziolo; tuttavia neanche lui riuscì a fermare i Persiani; Domenziolo in compenso riuscì a convincere Narsete alla resa, promettendogli che avrebbe avuta salva la vita; tale promessa non venne però mantenuta e Narsete venne condannato al rogo.
L'Armenia e la Mesopotamia vennero presto invase e sottomesse ai Sasanidi. La rapida successione di successi persiani rivelò la debolezza dell'impero bizantino, l'incapacità di Foca e l'odio che i suoi sudditi provavano per lui; e Cosroe fornì loro una decente scusa per sottomettersi o rivoltarsi a Foca, spargendo la voce che il figlio di Maurizio e l'erede legittimo al trono, Teodosio, era ancora vivo e che viveva in quel momento alla corte di Persia.

Il regno di Foca si dimostrò come il più feroce regno di terrore che tutta la storia bizantina abbia mai conosciuto. Egli dovette affrontare molte rivolte tra cui quella del magister militum Narsete: Narsete era molto temuto dai Persiani, al punto che secondo Teofane le mamme assire usavano pronunciare il suo nome per terrorizzare i bambini, ma non riconobbe Foca come imperatore e si rivoltò chiedendo aiuto ai Persiani, sostenendo di avere con sé Teodosio, il figlio di Maurizio e legittimo erede al trono. Ottenuto il sostegno dei Persiani e dei monofisiti di Mesopotamia e Siria, mise in seria difficoltà Foca per quasi due anni. Alla fine, si arrese e si consegnò a Foca facendosi promettere dall'Imperatore che avrebbe avuto salva la vita, ma Foca non mantenne la promessa e ordinò che venisse bruciato vivo nel mercato di Costantinopoli (603). L'esecuzione di Narsete rese ancora più impopolare Foca.

### Invasione degli Àvari
Durante il suo regno, inoltre, i Balcani vennero invasi dagli Àvari, che avanzarono fino ad Atene. Foca nel 604 firmò una tregua con gli Àvari in cui incrementava il tributo annuale che i Bizantini dovevano pagare alla popolazione barbarica per tenerli buoni e per poter utilizzare in Oriente contro i Persiani le truppe illiriche. Gli Àvari mantennero inizialmente i patti arrestando le incursioni in territorio bizantino, ma alcuni Slavi invasero i Balcani, giungendo fino a Tessalonica. Comunque l'opinione che il controllo romano sui Balcani sia crollato di colpo con la rivolta di Foca sembra negata dall'evidenza, almeno secondo alcuni autori.
Foca avrebbe addirittura continuato le campagne di Maurizio su scala ignota, e probabilmente trasferì forze al fronte persiano solo dal 605. Ma anche dopo il 605, è improbabile che abbia ritirato tutte le forze dai Balcani, dato che era lui stesso di origini tracie. Non risultano prove archeologiche come monete seppellite o segni di distruzione che possano far pensare a incursioni slave o àvare, per tacere di un collasso totale delle posizioni romane durante il regno di Foca. Al contrario, si sa che dei profughi da Dardania, "Dacia", e "Pannonia" cercarono protezione a Tessalonica solo sotto Eraclio (610-641), successore di Foca. Sotto Foca, per quel che se ne sa, potrebbe persino esservi stato un relativo miglioramento. Risulta evidente che molte fortezze furono ricostruite sotto Maurizio o sotto Foca, ma anche così, fu la passività di quest'ultimo, più o meno obbligata per il deteriorarsi della situazione sul fronte persiano, ad aprire la strada alle massicce invasioni che segnarono il primo decennio di regno di Eraclio e portarono al definitivo collasso del potere romano nei Balcani.

### La colonna nel foro Romano

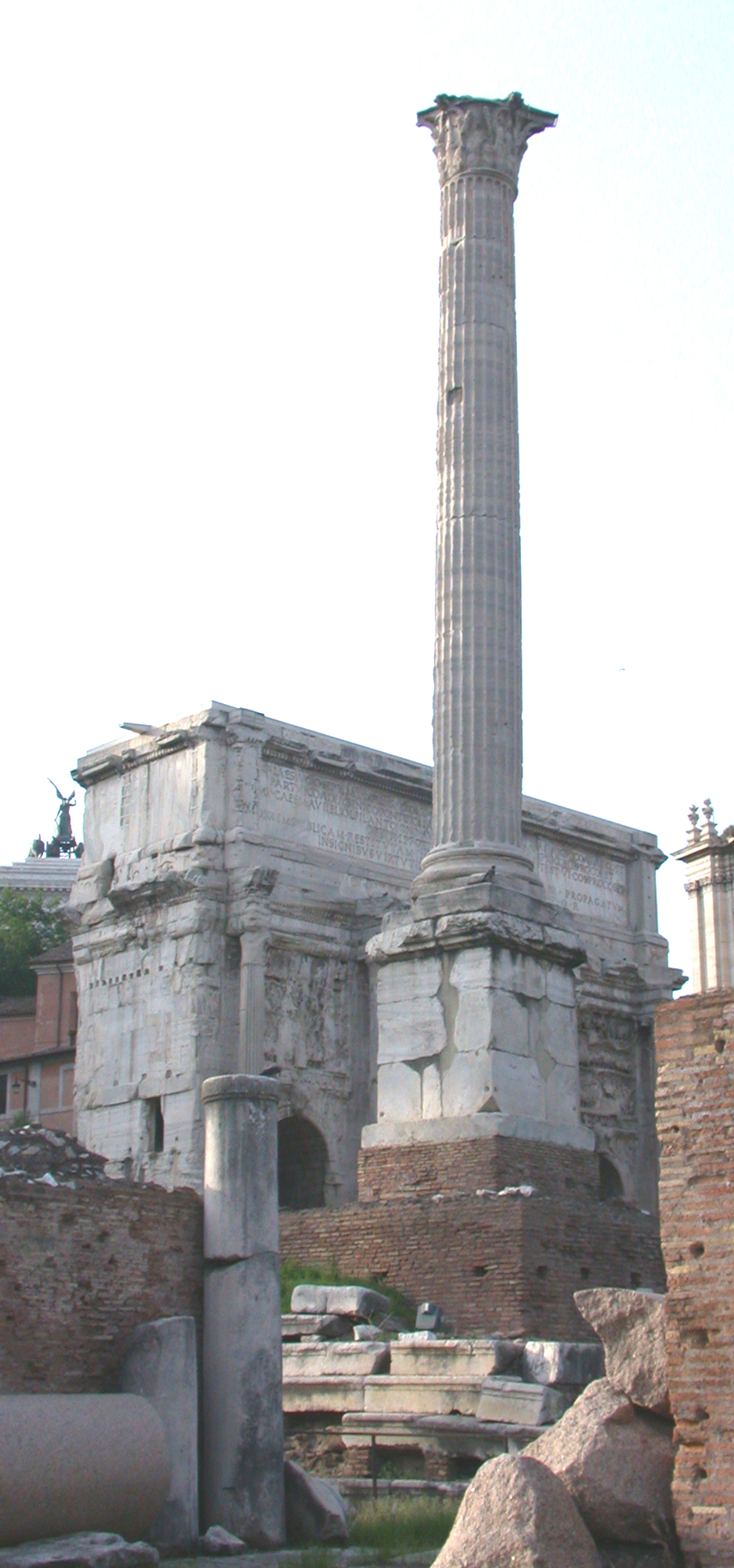
La Colonna di Foca, e sullo sfondo l'arco di Settimio Severo.

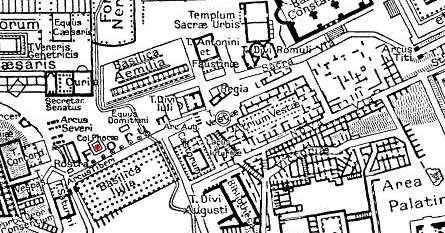
Foro Romano, in rosso la Colonna di Foca.

L'amicizia per Foca fu espressa dal papa Bonifacio IV, con l'ultimo monumento eretto nel Foro Romano, la Colonna di Foca, che ancora ne reca testimonianza, eretta a Roma il 1º agosto 608: essa fu anche l'unica colonna eretta nel Medioevo. Questa era originariamente una colonna corinzia, alta 13,6 metri sul suo cubico piedistallo di marmo bianco, che venne probabilmente costruita nel II secolo, e Foca provvide che fosse riempita di bassorilievi. La colonna in origine sosteneva una statua dedicata a Diocleziano: l'iscrizione precedente fu cancellata per dar spazio a quella presente.
Il fondamento quadrato di mattoni non era originariamente visibile, non essendo stato il livello attuale del Foro scavato fino alla pavimentazione augustea fino al XIX secolo.

Sulla sommità della colonna fu fatta erigere da Smaragdo, l'esarca di Ravenna, una statua dorata raffigurante Foca, ma questa fu probabilmente tolta poco dopo, come damnatio memoriae dopo la sua morte (ottobre 610).
Il motivo preciso per cui questa colonna fu eretta non è chiaro, nonostante Foca avesse donato formalmente il Pantheon al Papa, che lo ridedicò a tutti i Santi Martiri (la titolazione Santa Maria ad Martyres venne aggiunta in epoca medievale). Più che una dimostrazione della gratitudine verso il Papa, la statua dorata era un simbolo della supremazia su Roma, che stava cadendo sotto le pressioni dei Longobardi, e un segno di gratitudine di Smaragdo, che era indebitato con l'imperatore poiché questi gli aveva permesso il ritorno da un lungo esilio e la carica a Ravenna.
La colonna rimane in situ, in una posizione isolata tra le rovine ed è un riferimento nel Foro: appare spesso in vedute e incisioni: la base non era visibile quando Giuseppe Vasi e Gianbattista Piranesi fecero schizzi e incisioni della colonna a metà del XVIII secolo.

### L'icona di Foca e Leonzia nell'oratorio di San Cesareo in Palatio
Nel 603 l’imperatore bizantino Foca inviò a Roma - secondo l'uso di ogni successione imperiale - un’icona che lo raffigurava insieme con la moglie Leonzia. Nel palazzo del Laterano, allora sede papale, il 25 aprile dello stesso anno, papa Gregorio Magno accolse l’icona di Foca e di Leonzia e ordinò che fosse fatta ascendere sul Palatino, molto probabilmente attraversando Roma in processione, per essere conservata e riposta nell’oratorio del loro santo tutelare, san Cesario di Terracina, all'interno del palazzo imperiale, nell’ambiente destinato a larario - ossia la parte della casa riservato al culto domestico, costituita da un sacrario o da un’edicola, dove vi erano anche le immagini degli antenati - affacciato sul peristilio superiore della Domus Augustana.

### Complotti e repressioni
Nel 606-607 la figlia di Foca, Domenzia, si sposò con il generale Prisco; il matrimonio si tenne nel palazzo dei discendenti di Marine. Foca, per celebrare il lieto evento, ordinò che si organizzassero delle corse dei cavalli. Le due fazioni affissero le immagini di Prisco e Domenzia insieme con il ritratto dell'imperatore su un monumento a quattro colonne. Foca si arrabbiò molto per l'iniziativa delle due fazioni: fece condurre i loro capi (Teofane e Panfilo) nudi nella stazione delle guardie imperiali dell'ippodromo e li condannò a morte. Prima però chiese il perché del gesto: essi risposero che era consuetudine fare così. Gli artisti che avevano realizzato le immagini giustificarono il loro operato affermando «tutti li chiamavano figli dell'imperatore; l'abbiamo fatto per il loro bene»; e l'imperatore, visto che la folla lo supplicava di risparmiare la vita ai capi, decise di perdonare i due. Tuttavia l'episodio creò dei contrasti tra Foca e Prisco e ciò fu poi uno dei motivi per cui il genero di Foca spinse Eraclio a rivoltarsi qualche anno dopo (608).
Nel 609, mentre Foca si trovava nel circo ad assistere alle corse dei cavalli, i Prasini gli gridarono «Tu hai bevuto nel boccalone! Tu hai perduto il senno!». Gli autori di tale affronto vennero poi puniti dal prefetto Costante: vennero loro tagliate braccia e teste. Ci fu allora una rivolta dei Prasini, che incendiarono vari edifici e liberarono i prigionieri rinchiusi nelle prigioni. Foca punì tale rivolta con un editto che proibiva ai Prasini di accedere alle cariche pubbliche. Sempre in quest'anno il capitano delle guardie, Teodoro, e il prefetto dell'Armenia, Elpidio, congiurarono contro Foca; progettavano di ucciderlo durante i giochi equestri, ma la loro congiura venne scoperta grazie al tradimento del ministro del tesoro Anastasio e i due vennero giustiziati, insieme con Anastasio e tutti quelli che erano a conoscenza della congiura.
Gibbon descrive così le sofferenze che dovevano subire i condannati a morte al tempo di Foca:
(Gibbon, History of the decline and fall of the Roman Empire, cap. 46)
In politica religiosa, Foca tentò di costringere tutti gli Ebrei a diventare cristiani. Ciò causò una rivolta ebrea ad Antiochia, nel corso della quale vennero massacrati numerosi cittadini. Foca affidò al generale Bonoso l'incarico di sedare la rivolta; la rivolta venne sedata e gli ebrei espulsi da Antiochia (610). Secondo Giovanni di Nikiu anche i monofisiti di Palestina ed Egitto insorsero nello stesso periodo, ma anche questa rivolta venne sedata da Bonoso. Il fatto che Bonoso in seguito alla rivolta deponesse Isaucio, il Vescovo Ortodosso di Gerusalemme, ha fatto supporre alcuni storici che la rivolta non riguardava solo Ebrei e Monofisiti, ma anche alcuni Ortodossi. Queste rivolte mostravano come la struttura dell'Impero fosse stata indebolita dagli antagonismi tra Ebrei e Monofisiti.

### Caduta e morte
Nel 608, una congiura capeggiata da Eraclio il Vecchio, il potente esarca di Cartagine, diede inizio a una guerra civile. Eraclio e altri governatori si misero d'accordo per far scoppiare una rivolta contro l'imperatore Foca.
Uno dei congiurati era Prisco, genero di Foca e prefetto di Costantinopoli, che in precedenza era stato generale sotto Maurizio; egli prese contatti con l'Esarca di Cartagine che, nel 608, appoggiò la sua ribellione. Il nipote di Prisco, Niceta, attaccò l'Egitto con l'appoggio della potente famiglia degli Apioni, e, dopo aver battuto le truppe fedeli a Foca (comandate dal Comes Orientis Bonoso), si impadronì del paese, avanzando verso la Siria meridionale. Eraclio I, che era a capo della flotta cartaginese, si diresse contemporaneamente verso Costantinopoli.
Occupate alcune isole lungo il percorso, pose Costantinopoli sotto assedio, accampandosi sull'isola di Colonimo e confidando nell'appoggio del popolo. Il 3 ottobre del 610 Eraclio entrò trionfalmente nella capitale dell'Impero bizantino, fece catturare Foca dopo averlo deposto e lo decapitò di persona. Si dice che quando Eraclio si avvicinò a Foca con un'ascia, gli chiese: «È così che tu hai governato l'impero?». Foca guardò Eraclio e si mise in ginocchio, ma non per implorare pietà, e rispose con tono imperiale senza temere la morte: «E tu credi che lo governerai meglio?». Poi abbassò il collo e l'ascia d'Eraclio s'abbassò, tagliando la testa di Foca; se egli non era stato degno come imperatore, almeno era morto come tale.
Di lì a qualche anno, Eraclio avrebbe schiacciato il Regno sasanide di Persia, ma avrebbe poi subito pesantemente l'iniziativa degli eserciti islamici dei primi Califfi ortodossi.

## Foca nella storiografia
La tradizione storiografica antica, rappresentata in primo luogo da Teofane e Giorgio Pisida, fornì una descrizione fondamentalmente negativa di Foca, descrivendolo come un tiranno e paragonandolo a imperatori despoti come Caligola, Nerone e Domiziano. Da essi viene definito il "Nuovo Gorgone".
I Miracula S. Demetrii danno questo giudizio sul regno di Foca:
Anche Gibbon ci dà un ritratto essenzialmente negativo di Foca:
(Gibbon, History of the decline and fall of the Roman Empire, cap. 46)
Anche nella storiografia moderna i giudizi su Foca non sono migliorati di molto. Speros Vyionis definisce Foca «brutale» e «incompetente», aggiungendo che la facilità con cui Eraclio lo rovesciò era la prova che il popolo non lo sopportasse più per le sue crudeltà. Sir Hugh Trevor-Rover definisce Foca il «peggiore degli imperatori». Raemond non concorda con la caratterizzazione (di Duplessis-Mornay) di Foca come tiranno crudele, ma quest'ultima viene comunemente accettata dalla storiografia moderna.